# Liste der Biografien/Pid
Liste der Biografien |
Portal Biografien |
Personensuche
# |
A |
B |
C |
D |
E |
F |
G |
H |
I |
J |
K |
L |
M |
N |
O |
P |
Q |
R |
S |
T |
U |
V |
W |
X |
Y |
Z |
?
 
Pa |
Pc |
Pe |
Pf |
Ph |
Pi |
Pj |
Pk |
Pl |
Pm |
Pn |
Po |
Pr |
Ps |
Pt |
Pu |
Pv |
Pw |
Py
 
Pia |
Pib |
Pic |
Pid |
Pie |
Pif |
Pig |
Pih |
Pii |
Pij |
Pik |
Pil |
Pim |
Pin |
Pio |
Pip |
Piq |
Pir |
Pis |
Pit |
Piu |
Piv |
Piw |
Pix |
Piy |
Piz
Die Liste der Biografien führt alle Personen auf, die in der deutschsprachigen Wikipedia einen Artikel haben. Dieses ist eine Teilliste mit 42 Einträgen von Personen, deren Namen mit den Buchstaben „Pid“ beginnt.

## Pid

### Pida
- Pidal y Bernaldo de Quirós, Pedro José (1869–1941), spanischer Politiker, Bergsteiger und Naturschützer
- Pidancet, Paul (1937–2022), deutscher Fußballspieler

### Pidc
- Pidcock, James N. (1836–1899), US-amerikanischer Politiker
- Pidcock, Thomas (* 1999), britischer RadrennfahrerThomas Pidcock (* 1999)

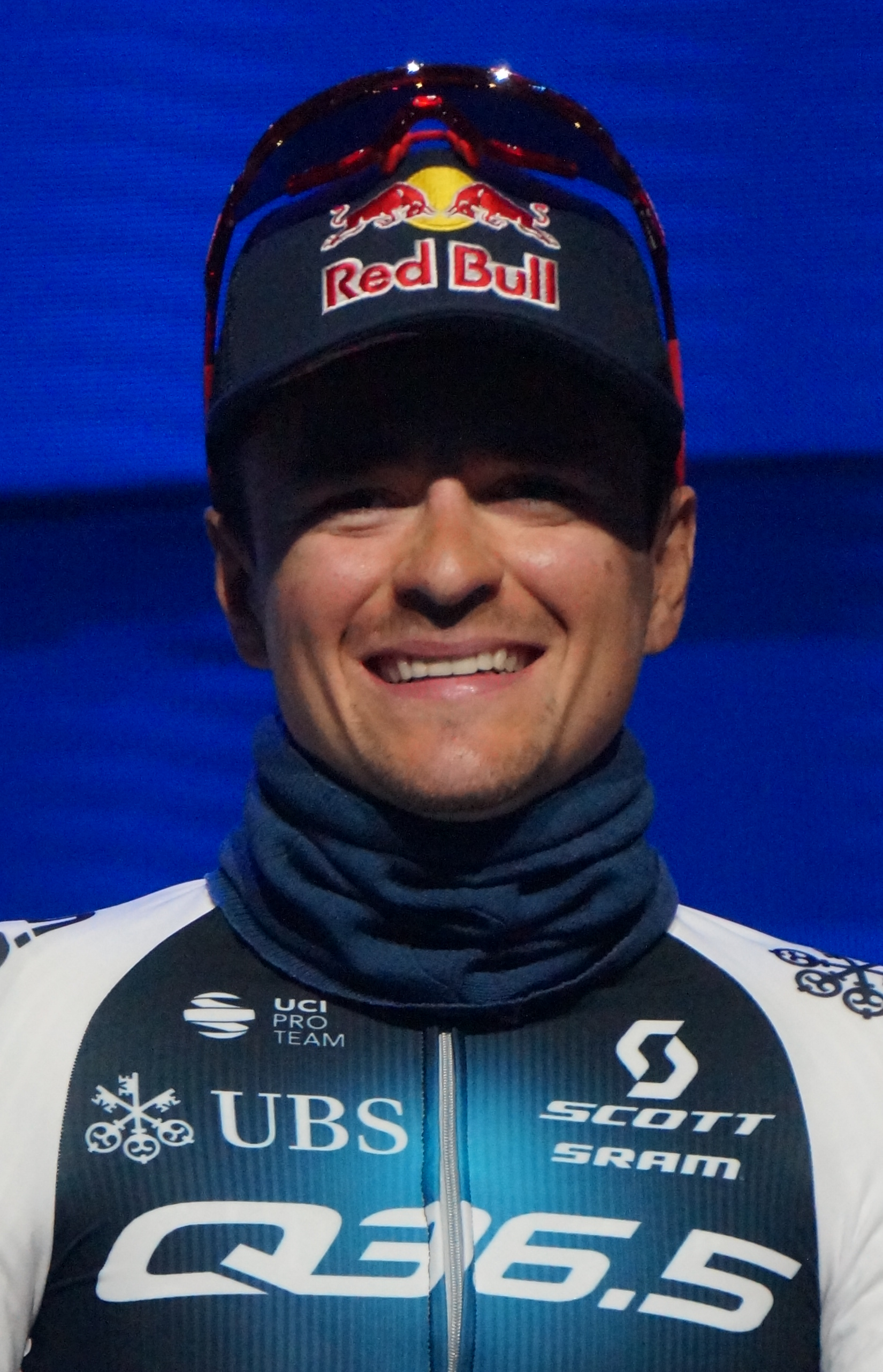
Thomas Pidcock (* 1999)

### Pidd
- Pidde, Werner (* 1953), deutscher Politiker (SPD), MdL
- Piddington, Ralph (1906–1974), australischer Anthropologe und Psychologe
- Piddock, Pauline (1949–2007), englische Tischtennisspielerin

### Pide
- Piderit, Dietrich Carl (1790–1854), deutscher Beamter und Politiker im Fürstentum Lippe
- Piderit, Johann Rudolph Anton (1720–1791), deutscher evangelischer Theologe, Geistlicher und Pädagoge
- Piderit, Johannes (* 1559), deutscher evangelischer Theologe und Historiograph
- Piderit, Karl (1797–1876), deutscher Mediziner
- Piderit, Karl Heinrich (1857–1918), deutscher Verwaltungsjurist
- Piderit, Karl Wilhelm (1815–1875), deutscher Altphilologe und Gymnasiallehrer
- Piderit, Mauritius (1497–1576), lutherischer Theologe
- Piderit, Philipp Jacob (1753–1817), deutscher Mediziner
- Piderit, Theodor (1826–1912), deutscher Schriftsteller

### Pidg
- Pidgeon, Amelia (* 2001), britische Nachwuchsschauspielerin
- Pidgeon, Rebecca (* 1965), US-amerikanisch-britische Schauspielerin, Sängerin und Songwriterin
- Pidgeon, Sarah (* 1996), US-amerikanische Schauspielerin
- Pidgeon, Walter (1897–1984), kanadischer Schauspieler

### Pidh
- Pidhornyj, Ruslan (* 1977), ukrainischer Radrennfahrer
- Pidhruschna, Olena (* 1987), ukrainische Biathletin

### Pidl
- Pidluschnaja, Julija Witaljewna (* 1988), russische Weitspringerin
- Pidluschnyj, Walerij (1952–2021), sowjetischer Hochspringer

### Pidm
- Pidmohylnyj, Walerjan (1901–1937), ukrainischer Schriftsteller

### Pido
- Pido Tancinco, Ricardo (* 1933), philippinischer Geistlicher, emeritierter Bischof von Calbayog
- Pidò, Evelino (* 1953), italienischer Dirigent
- Pidoll, Anselm von (1734–1827), Abt des Klosters Himmerod
- Pidoll, Carl von (1888–1965), deutscher Pianist, Komponist, Schauspieler, Generalagent, Direktor und Schriftsteller
- Pidoll, Johann Michael Josef von (1734–1819), Weihbischof in Trier, Bischof von Le Mans
- Pidoll, Otto von (1908–1982), saarländischer Maler
- Pidou de Saint-Olon, Louis-Marie (1637–1717), französischer Missionar und Bischof
- Pidou, Auguste (1754–1821), Schweizer Politiker
- Pidoux, Edmond (1908–2004), Schweizer Schriftsteller
- Pidoux, Gil (* 1938), Schweizer Schriftsteller und Maler
- Pidoux, Pierre (1905–2001), Schweizer evangelischer Kirchenmusiker und Musikwissenschaftler

### Pidp
- Pidpalowa, Anastassija (* 1982), ukrainische Handballspielerin

### Pidr
- Pidrutschnyj, Dmytro (* 1991), ukrainischer Biathlet

### Pidu
- Pidun, Daniel, deutscher Pokerspieler
- Pidun, Thomer, deutscher Pokerspieler
- Pidust, Victoria (* 1992), ukrainische Künstlerin

### Pidw
- Pidwyssozkyj, Wolodymyr (1857–1913), ukrainisch-russischer Pathologe, Endokrinologe, Immunologe und Mikrobiologe